# Комков, Николай Валентинович
Николай Валентинович Комков (20 октября 1970, Мытищи, Московская область) — советский и российский футболист, защитник.

## Биография
Воспитанник мытищинского футбола. До распада СССР выступал в соревнованиях коллективов физкультуры, в том числе во время военной службы играл за вторую команду могилёвского «Днепра» в первенстве Белорусской ССР.
С 1992 года выступал за «Коммунальник» (Пинск), неоднократный серебряный и бронзовый призёр первой лиги Белоруссии.
В 1996 году дебютировал в высшей лиге в составе брестского «Динамо», 12 августа 1996 года забил свой первый гол на высшем уровне в ворота минского клуба «Атака» (2:1). Затем выступал за «Шахтёр» (Солигорск) и «Коммунальник» (Слоним). Всего в высшем дивизионе Белоруссии сыграл 86 матчей и забил 5 голов.
На рубеже 1990-х и 2000-х годов дважды возвращался в пинский клуб, носивший теперь название «Пинск-900». Всего за команду из Пинска сыграл более 150 матчей. В конце карьеры выступал за «Гранит» (Микашевичи).